# Neil Hopkins
Pour les articles homonymes, voir Hopkins.
Neil Hopkins est un acteur américain né le 13 mai 1977 à Trenton dans le New Jersey. Il est particulièrement connu pour le rôle du frère accro à l'héroïne de Charlie Pace dans la série télévisée Lost : Les Disparus.

## Filmographie

### Acteur

#### Télévision
- 2002 : Les Anges de la nuit : Le spécialiste (1 épisode)
- 2003 : Preuve à l'appui : Lester Corrigan (1 épisode)
- 2003 : Dragnet (1 épisode)
- 2004 : Charmed : Sarpedon (1 épisode)
- 2004 : NCIS : Enquêtes spéciales : Jeremy Davison (1 épisode)
- 2004-2010 : Lost : Les Disparus : Liam Pace (5 épisodes)
- 2005 : Point Pleasant, entre le bien et le mal : Preston Hodges (1 épisode)
- 2005 : Les Experts : Donny Drummer (1 épisode)
- 2006 : Big Love : Ken Byington (2 épisodes)
- 2006 : Les 4400 : Nick Crowley (1 épisode)
- 2006 : Ghost Whisperer : Brandon Roth (saison 2, épisode 9)
- 2007 : Dirty Sexy Money (1 épisode)
- 2007 : Shark : Garrett Blake (1 épisode)
- 2008 : Terminator : Les Chroniques de Sarah Connor : M. Harris (1 épisode)
- 2008 : Women's Murder Club : Andy McCarthy (1 épisode)
- 2008 : Hit Factor : Chase Lucas
- 2008 : The Cleaner : Teddy Souplos (1 épisode)
- 2008 : Esprits criminels : Angel Maker (1 épisode)
- 2008 : Les Experts : Manhattan : Yert Yawallac (1 épisode)
- 2009 : Earl : Zeke (1 épisode)
- 2009 : Crash : Kieran (2 épisodes)
- 2009 : Merrime.com : Patrick
- 2009 : Nip/Tuck : Brendan McNamara (1 épisode)
- 2010 : Castle : Ted Carter (1 épisode)
- 2011 : Les Experts : Miami : Steve Raymer (1 épisode)
- 2011 : True Blood : Claude Crane (1 épisode)
- 2011 : Femmes fatales : Solomon (1 épisode)
- 2012 : Bones : Kevin Silver (1 épisode)
- 2012 : Grimm : Ian Harmon (1 épisode)
- 2012 : Mentalist : Isaac Goodwin (1 épisode)
- 2014 : Matador : Noah Peacott
- 2015 : The Good Wife : Vince Dalton (1 épisode)
- dès 2020 : Stargirl : Lawrence « Crusher » Crock / Sportsmaster

#### Cinéma
- 2003 : Walkentalk : Chris
- 2005 : My Big Fat Independent Movie : Lanky Man
- 2005 : Aimée Price : Kevin
- 2005 : The Cabinet of Dr. Caligari : Alan
- 2006 : Traque sur Internet 2.0 : James Haven
- 2007 : Shadowbox : Michael
- 2008 : I Kicked Luis Guzman in the Face : Russel
- 2008 : Distrust : Marty
- 2008 : How My Dad Killed Dracula : Dracula
- 2010 : 3B : David
- 2010 : Skyline : Ray
- 2011 : Losing Control : Scott Foote
- 2011 : Oblivion : Ethan
- 2011 : Starf*ckers : Jack Denning
- 2012 : Détour : Jackson

### Producteur
- 2008 : Hit Factor
- 2012 : Detour

### Scénariste
- 2008 : Hit Factor